# Torreão Prenestino

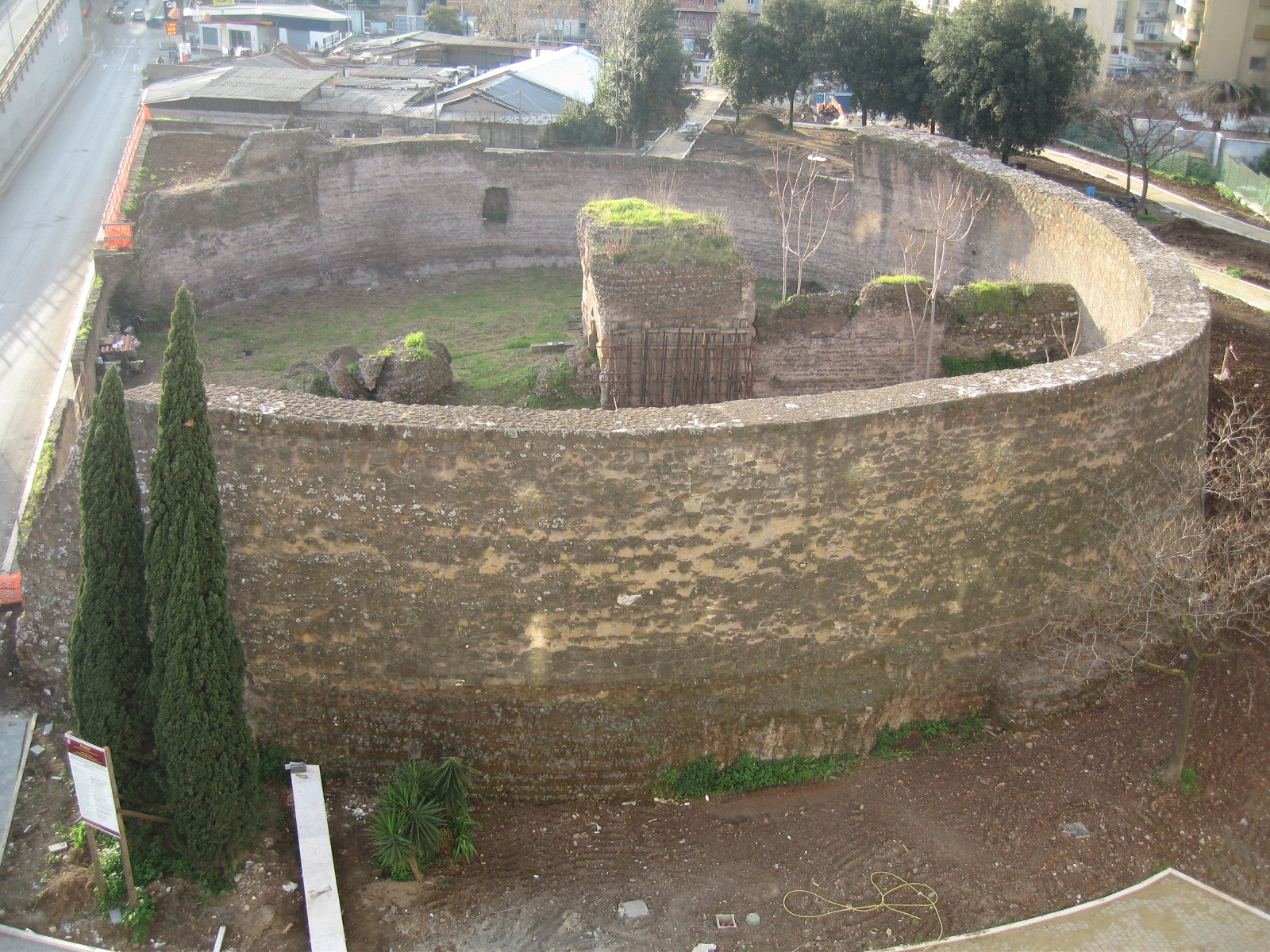
Vista do Torreão a partir do alto.

Torreão Prenestino (em italiano:  Torrione prenestino) é um mausoléu circular localizado na segunda milha da Via Prenestina, no quartiere Tiburtino de Roma, no bairro conhecido como Pigneto.

## Descrição

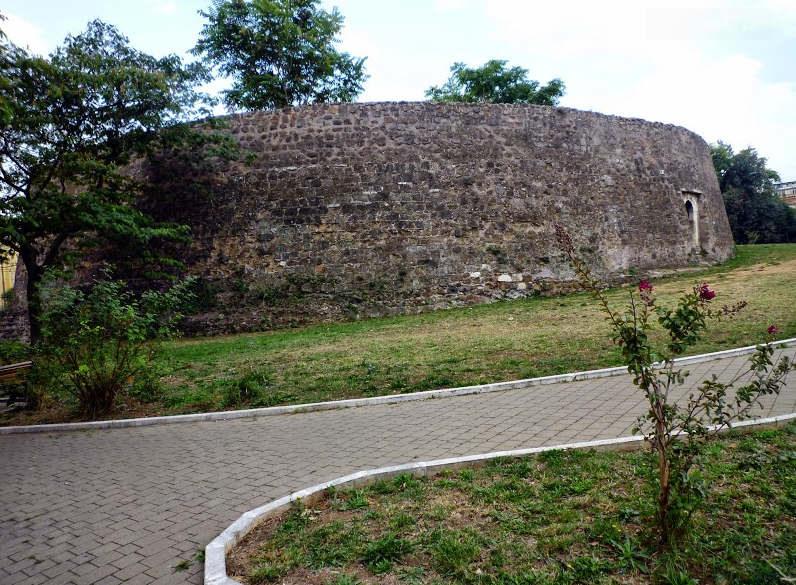
Vista exterior.

O mausoléu atual é um túmulo do século I a.C. — uma datação confirmada depois da descoberta de uma moeda datada de 15 a.C. — que consiste de um amplo tambor circular em concreto romano (originalmente inteiramente revestido de mármore) que abrigava no centro uma cela sepulcral em travertino; seu diâmetro de 41 metros faz dele o maior mausoléu de Roma depois do Mausoléu de Augusto e do Castel Sant'Angelo, originalmente o Mausoléu de Adriano.
Antigamente existia um corrredor coberto com uma abóbada de berço ligando a cela mortuária ao acesso externo do túmulo, de frente para a via; todo o espaço compreendido pela muralha externa estava recoberto de terra até a altura do tambor externo e até uma altura ainda mair no centro do monumento, de modo que se formava uma espécie de cone em relação ao nível do solo nas imediações; sobre a câmara mortuária central estava uma coluna que partia do vértice deste cone e que, no topo, sustentava uma estátua do defunto em roupas oficiais.

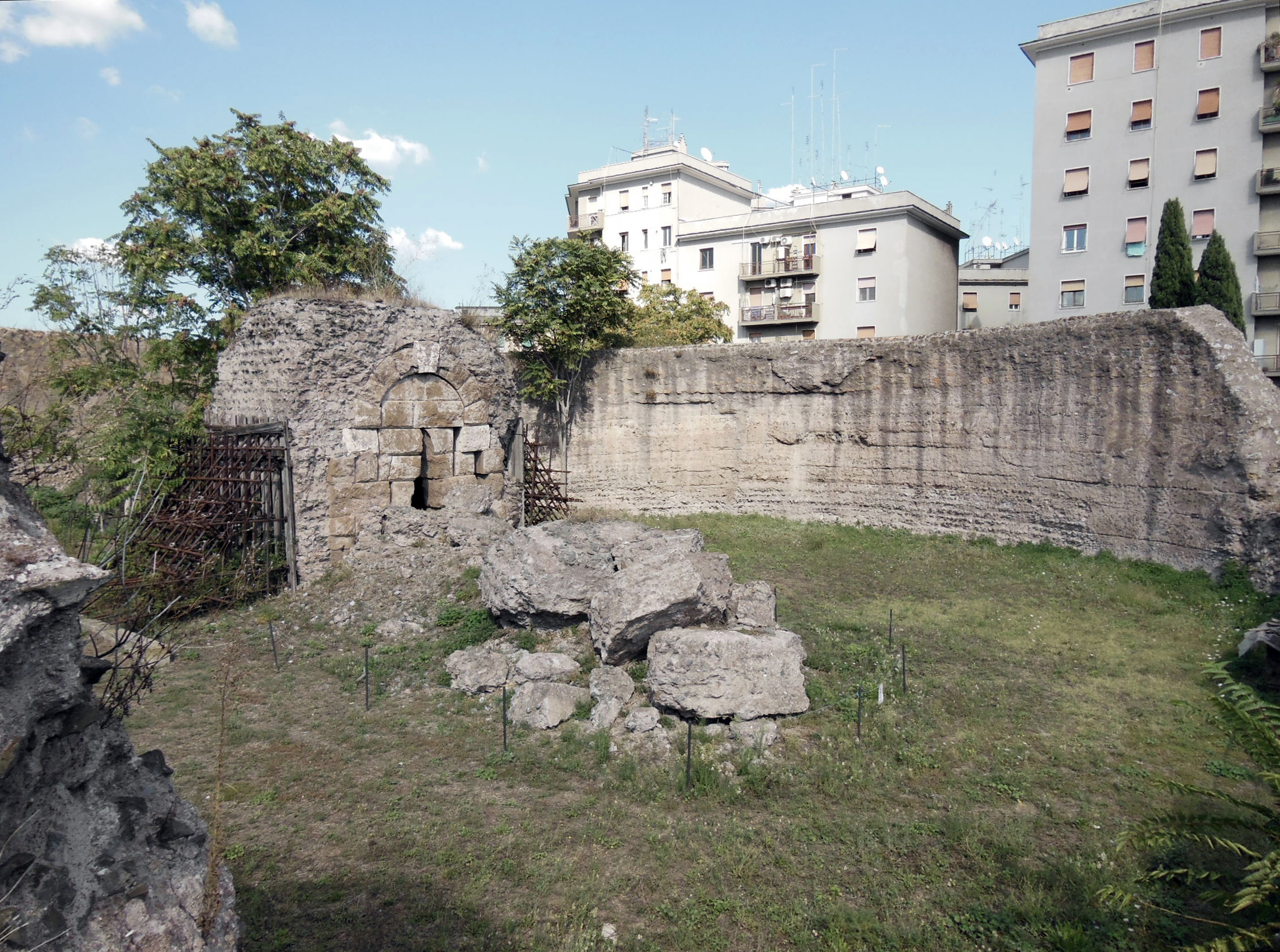
Vista do interior.

Ao lado do monumento foi criada uma fonte medieval.

## História
Não se sabe quem encomendou este monumento. Este tipo de túmulo se popularizou em Roma a partir da metade do século I a.C. e seu auge foi o Mausoléu de Augusto, construído entre 32 e 28 a.C. para abrigar diversos membros de uma família imperial, antes e depois da morte do imperador Augusto em 14 d.C.. Este mausoléu se tornou o modelo ideal deste tipo de túmulo; depois da morte de Augusto, o uso deste tipo de túmulo caiu rapidamente em desuso e praticamente se encerrou a partir de 50. No entorno de Roma se contam cerca de trinta.
Na Baixa Idade Média, esta área era propriedade da família Ruffini, que utilizavam a estrutura como adega, construindo ao lado dela uma torre e outras estruturas, hoje todas demolidas. Em 29 de dezembro de 2010, depois de dois anos de trabalho de restauração, o monumento (reforçado na parede externa) e o parque vizinho foram reabertos ao público. A área, ampliada para 8 000 metros quadrados e dotada de serviços padrão, contam hoje com uma ligação pedestre ligando-a diretamente à Via Prenestina.